# Władcy Kalimantanu

## Sułtani Kutai Kerta Negara
Królowie Kutai
- Kundangga (maharadża Kutai na terenie Borneo Wschodniego ok. 350–380)
- Aśwawarman (ok. 380–400)
- Mulawarman Naladewa (ok. 400–430) [syn]
- Aćwawarman (ok. 430–460) [syn]
- Marawidżajawarman (ok. 460–500)
- Gadżajanawarman (ok. 500–540)
- Tunggawarman (ok. 540–570)
- Dżajanagawarman I (ok. 570–600)
- Nalasinghawarman (ok. 600–640)
- Nalaparanathunga (ok. 640–680)
- Dżajanagawarman II (ok. 680–720)
- Gadanggawarman Dewa (ok. 720–750)
- Indrawarman Dewa (ok. 750–780)
- Sanggawirama Dewa (ok. 780–820)
- Singhawargalawarman Dewa (ok. 820–860)
- Ćandrawarman (ok. 860–900)
- Prabhumulathunga Dewa (ok. 900–940)
- Nalaindra Dewa (ok. 940–980)
- Śri Lanka Dewa (ok. 980–1020)
- Gunaparana Dewa (ok. 1020–1050)
- Widżajawarman (ok. 1050–1080)
- Indramulija (ok. 1080–1110)
- Śri Adżi Dewa (ok. 1110–1160)
- Mulijaputra (ok. 1160–1190)
- Nalapandita (ok. 1190–1240)
- Indraparuta (ok. 1240–1270)
- Dharmasetija (ok. 1270–1300)

Dynastia z Jahitan-Laja
- Adżi Batara Agung Mararadża Dewa Śakti (ok. 1300–1325)
- Adżi Batara Agung Paduka Nirah (ok. 1325–1360) [syn]
- Adżi Maharadża Sułtan (ok. 1360–1420) [syn]
- Adżi Radża Mandar Szach (ok. 1420–1475) [syn]
- Adżi Pangeran Temenggong Bajabaja (ok. 1475–1525) [wnuk Dewa Śakti]
- Adżi di-Makam (ok. 1525–1600; przyjął islam 1565) [syn]
- Adżi di-Langgar (1600–1605) [syn]
- Sinum Mendapa ing Martapura (władca (adżi adipati) 1605–1635) [syn]
- Zależność od Banjarmasinu 16??-ok. 1740
- Agung ing Martapura (1635–1650) [syn]
- Maja Kusuma ing Martapura (1650–1689) [syn]
- Adżi Ragi (władca (ratu agung) 1689–1700) [syn]
- Tuwa ing Martapura (1700–1730) [syn]
- Bupati Anom Pandżi Mendapa ing Martapura (władca (adżi pangeran) 1730–1732) [syn]

Sułtani Kutai Kerta Negara
- Muhammad Idrys (sułtan (śri paduka sułtan) 1732–1786) [syn]
- Muhammad Muslih ad-Din (1739–1816) [syn]
- Muhammad Salah ad-Din I (1816–1845) [syn]
- Protektorat holenderski 1843/4–1949
- Ali ad-Din (1845; usunięty) [brat]
- Muhammad Sulajman al-Adil Chalifatullah al-Muminin (1845–1899; regencja 1845–1851) [syn]
- Muhammad Alim ad-Din al-Adil Chalifat al-Muminin (1899–1910) [syn]
- Adżi Muhammad Parikesit al-Adil Chalifat al-Muminin (1910–1960; regencja 1910–1921; usunięty, zmarł 1981) [syn]
- Kutai Kerta Negara włączona do Indonezji 1960
- Adżi Adipati Prabhu Anum Syrja (tytularny sułtan 1992–1993) [wnuk]
- Muhammad Salah ad-Din II (2001-dziś)

## Władcy Mampawy
- Hero Hero (władca Mampawy na terenie Borneo Zachodniego ok. 1400–1430)
- Gantong Tali (ok. 1430–1450) [syn]
- Awang Awang (ok. 1450–1480) [syn]
- Gumantar (ok. 1480–1500) [syn]
- Njabong (ok. 1500–1520) [syn]
- Gelaherang (władca (pangeran) ok. 1520–1550) [syn]
- Gunung Kandang (ok. 1550–1580) [syn]
- Mihak (ok. 1580–1600) [syn]
- Tombalong Laut (ok. 1600–1620) [syn]
- Tengah (ok. 1620–1650) [syn]
- Tambang di Batu (ok. 1650–1680) [syn]
- Senggaok (władca (panembahan) ok. 1680–1700) [syn]
- Zajn ad-Din (ok. 1700–1720; władca Sukadany) [zięć]
- Menambon (ok. 1720–1750) [zięć]
- Adiwidżaja (ok. 1750–1787; usunięty; w Dolnej Mampawie 1787–1790) [syn]
- Zależność od Pontianaku ?–1808
- Kasim al-Kadri (Górna Mampawa 1787–1808) [wnuk Menambona]
- Lela (w Górnej Mempawie 1790–1793) [wdowa po Adiwidżaji]
- Dżahan (regent 1793–1795) [syn Adiwidżaji]
- Surja Nata Kusuma (1795–1825) [brat]
- Interregnum 1825–1828
- Umar Kamar ad-Din (1828–1853) [brat]
- Mumin Nata Dżajakusuma (1853–1854) [syn]
- Mahmud Akam ad-Din (1854–1860) [brat]
- Usman Nata Dżajakusuma (1860–1863) [syn Mumina]
- Ibrahim Muhammad Szajf ad-Din (1863–1892) [syn]
- Intan (regent 1892–1902) [zięć]
- Muhammad Taufik (1902–1944)
- Musta’an (regent 1944-?)
- Jimmy Mochamad Ibrahim (?–2002; zmarł 2005) [syn Muhammada Taufika]

## Władcy Sukadany
Dynastia z Majapahitu
- Brawidżaja (władca Sukadany w południowo-zachodniej części Borneo Zachodniego ok. 1400–1430)
- Bapurang (władca (pangeran) ok. 1430–1450) [syn]
- Karang Tanjung (władca (panembahan) ok. 1450–1480) [syn]
- Pundong Prasap (ok. 1480–1500) [syn]
- Bandala (ok. 1500–1510) [syn]
- Anom (ok. 1510–1530) [brat]
- Zależność od Surabaji 15??–1622
- Ajer Mala (ok. 1530–1550) [syn]
- Di Baruh Sungei Matan (ok. 1550–1590) [syn]
- Giri Kusuma (ok. 1590–1608) [syn]
- Puri Bunku (1608–1622/7) [wdowa]
- Zależność od Mataramu 1622–1655
- Giri Mustafa Sułtan Muhammad Safi ad-Din (sułtan 1623/7–1677) [syn]
- Muhammad Zajn ad-Din (1677–1699; regencja 1677-?; usunięty) [wnuk]
- Zależność od Bantamu 1694–1778
- Agung (uzurpator ok. 1699–1720) [wnuk Giri Kusumy]
- Muhammad Zajn ad-Din (2. panowanie ok. 1720–1725; usunięty)
- Ratu (władca (pangeran) ok. 1725–1727) [syn]
- Muhammad Zajn ad-Din (3. panowanie 1727–1732)
- Agong (władca (pangeran) 1732–1736) [syn]
- Ala Ad-Din Manku Ratu (sułtan 1736–1750) [syn Muhammada Zajn ad-Dina]
- Muizz ad-Din Girilaja (ok. 1750–1770) [syn]
- Ahmad Kamal ad-Din Inralaja (ok. 1770–1790; usunięty, zmarł 1792) [syn]
- Muhammad Dżamal ad-Din (1790–1828) [syn]
- Abd al-Dżalil Szach (1828–1843)
- Tengku Besar Anom (władca (panembahan) 1843–1878) [syn]
- Tengku Putra (1878–1910) [syn]
- Tengku Andut (1910–1934) [syn]
- Abd al-Hamid (regent 1934–1939) [brat]
- Tengku Idrys (1940–1944) [wnuk Putry]
- Tengku Muhammad (1944–1945; usunięty) [syn Anduta]
- Tengku Adam (1945–1946) [brat]
- Tengku Muhammad (1946–1956)

## Władcy Meliau
- Gusti Lekar I (władca (pangeran) Meliau na terenie Borneo Zachodniego po 1400–1450)
- Nieznani władcy(?) (1450–1700)

Dynastia z Sukadany
- Kjai Besah (ok. 1700–1735)
- Gusti Lekar II (ok. 1735–1762)
- Prabhu Anom (ok. 1762–1782) [syn]
- Adimidżaja (ok. 1782) [syn]
- Sumaningrat (Suria Adiningrat) (po 1782–1800) [brat]
- Mangkunegara (ok. 1800–1823) [zięć]
- Adipati Mangkunegara (1823–1869; regencja 1866–1869) [syn]
- Protektorat holenderski 1864–1909
- Ratu Anom Pakunegara (1869–1885) [brat]
- Ratu Muda Pakunegara (1885–1889; usunięty, zmarł 1897) [syn]
- Panowanie Tajanu 1889–1909
- Holenderskie Indie Wschodnie podbijają Meliau 1909

## Władcy Tajanu
- Mancar (władca (pangeran) Tajanu na terenie Borneo Zachodniego po 1400–1450) [brat Gusti Lekara I, władcy Meliawi]
- Nieznani władcy(?) (1450–1762)

Dynastia z Sukadany
- Mancur Diningrat (władca (pangeran) pod zwierzchnością Pontianaku 1762-?) [syn Gusti Lekara II, władcy Meliau]
- Mertadżaja [syn]
- Suma Juda (p. 1780–1809) [syn]
- Natu Kusuma (1809–1825; regencja 1809–1822) [syn]
- Protektorat holenderski 1823–1945
- Ratu Kusuma Surjanegara (1825–1828) [brat]
- Marta Surjakusuma (władca (panembahan) 1828–1854) [szwagier]
- Anom Pakunegara Surjakusuma (1854–1973) [syn]
- Ratu Kusumanegara (1873–1880; abdykował) [syn]
- Pakunegara Surjakusuma (1880–1905; podbił Meliau 1889) [syn]
- Anom Pakunegara (1905–1929) [syn]
- Anom Adinegara  (Gusti Dżapar) (1929–1944) [syn]
- Pakunegara (Gusti Ismail) (1945–1960; usunięty) [brat]
- Tajan włączony do Indonezji 1945

## SułtaniBanjarmasinu
- Lembu Mangkurat Rar Raden Surjanata (władca (pangeran) Banjarmasinu pod zwierzchnością Majapahitu na terenie Borneo Zachodniego przed 1450–1460)
- Tunjung Buih (ok. 1460–1470)
- Surjanata I  (ok. 1470–1480)
- Ganggawangsa (ok. 1480–1490) [syn]
- Kalungsu (ok. 1490–1495) [synowa]
- Sakar Sungsang (ok. 1495–1500) [syn]
- Sukarama (ok. 1500-?) [syn]
- Zależność od Demaku ok. 1500–1582
- Pakso(?) [syn]
- Panjang(?) [brat]
- Surjan Szach (po 1500–1540; sułtan od 1520) [bratanek]
- Rahmat Allah (ok. 1540–1580) [syn]
- Hidajat Alah I (ok. 1580–1612) [syn]
- Zależność od Mataramu 1582–1667
- Mustain Billah (ok. 1612–1642) [syn]
- Inajat Allah (ok. 1642-?) [syn]
- Said Allah I (?–1660) [syn]
- Amr Allah (1660; usunięty) [syn]
- Riajat Allah (1660–1663) [syn Mustaina]
- Surjanata II (1663–1679) [syn Inajat Allaha]
- Protektorat holenderski 1667/1786–1809
- Dipati (koregent ?–1679) [syn]
- Amr Allah (2. panowanie 1679–1700/12)
- Tahmid Allah I (1700/12–1717) [syn]
- Kusuma Dilaga (1717–1730) [brat]
- Hamid Allah (1730–1734) [syn Tahmid Allaha I]
- Tamdżid Allah I (1734/47–1756) [brat]
- Muhammad Amin Allah (1756–1780/5) [syn Hamid Allaha]
- Muhammad Tahmid Allah II (1780/5–1808) [syn]
- Sulajman Said Allah II (1808–1825) [syn]
- Protektorat holenderski 18??–1860
- Adam al-Wasih Billah (1825–1857) [syn]
- Tamdżid Allah II (1857–1859; abdykował) [syn nieślubny]
- Hidajat Allah II (1859–1862) [w 4. pokoleniu potomek Amin Allaha]
- Tamdżid Allah III (1862–1905) [syn]
- Holenderskie Indie Wschodnie podbijają Banjarmasin 1905

## Władcy  Sanggau
- Babai Cinga (władca (pangeran) Sanggau na terenie Borneo Zachodniego ok. 1450–1480)
- Mas Kediung (ok. 1480–1510) [syn]
- Mas Tuwa (ok. 1510–1540) [syn]
- Nur Kamal (ok. 1540–1570) [szwagier]
- Mangkunegara (ok. 1570–1600) [zięć]
- Agung (ok. 1600–1630) [syn]
- Gamuk (ok. 1630–1660) [brat]
- Mangkubumi (ok. 1660–1690) [syn]
- Dżamal ad-Din (ok. 1690–1720) [syn]
- Sembilang Hari (ok. 1720–1730) [syn]
- Kamar ad-Din (ok. 1730–1750) [brat]
- Ratu Mangkunegara (ok. 1750–1772) [syn]
- Muhammad Tahir I (ok. 1772–1798) [syn Sembilang Harego]
- Usman Pakunegara (1798–1814) [syn Ratu]
- Muhammad Ali (sułtan 1814–1825) [syn Tahira I]
- Aijub Pakunegara (1825–1830; usunięty) [syn Usmana]
- Muhammad Kusumanegara (władca (panembahan) 1830–1875)
- Protektorat holenderski 1855–1946
- Muhammad Tahir II Kusumanegara (1875–1876) [syn Muhammada Alego]
- Sulajman Pakunegara (1876–1908) [syn Muhammada Kusumanegary]
- Muhammad Ali Surjanegara (1909–1914) [wnuk Tahira II]
- Muhammad Said Pakunegara (1914–1920) [syn Muhammada Kusumanegary]
- Muhammad Tahir III Surianegara (1920–1941) [syn Muhammada Alego Surjanegary]
- Muhammad Arif (regent 1941–1944) [syn Muhammada Saida Pakunegary]
- Gusti Ali (regent 1945) [brat Muhammad Alego Surjanegary]
- Muhammad Tawfik (1945–1960) [syn Tahira III]

## Władcy Landaku
- Pulungpale I (radża Landaku na terenie Borneo Zachodniego ok. 1448/86–1520)
- Pulungpale II (ok. 1520–1530) [syn]
- Pulungpale III (ok. 1530–1540) [syn]
- Pulungpale IV (ok. 1540–1560) [syn]
- Pulungpale V (ok. 1560–1580) [syn]
- Pulungpale VI (ok. 1580–1590) [syn]
- Pulungpale VII (ok. 1590–1600) [syn]
- Prabhu Landak (władca (ratu) ok. 1600–1608)
- Bunku (1608–1622) [córka]
- Abd alKahar (ok. 1630–1660)
- Agung Tuwa (władca (pangeran) ok. 1660–1680) [syn]
- Agung Muda (ok. 1680–1699) [syn]
- Sekanata Tuwa (władca (panembahan) ok. 1699–1728) [syn]
- Bagus (władca (ratu) 1728–1779)
- Sekanata Muda (władca (panembahan) ok. 1779–1822)
- Protektorat holenderski 1818–1946
- Kusuma Adiningrat (1822–1844) [syn]
- Mahmud Akam ad-Din (1844–1847) [syn]
- Amar ad-Din (1847–1874 [wnuk Kusumy Adiningrata]
- Abd al-Madżid (1874–1882; władca (pangeran) 1874–1881; regencja 1874–1881) [syn]
- Akam ad-Din (1882–1900; regencja 1882–1898) [brat]
- Abd al-Hamid (1900–1946)
- Gusti Affandi (regent 1946) [wnuk Abd al-Madżida]
- Rada regencyjna 1947–1950
- Landak włączony do Indonezji 1950
- Surgansgah (tytularny władca 2000-dziś)

## Sułtani Berau
- Surjamula Kusuma (radża Berau pod zwierzchnością Gowy na terenie Borneo Wschodniego ok. 1480–1500)
- Nikullan (ok. 1500–1520)
- Nikutak (ok. 1520–1540)
- Nigindang (ok. 1540–1570)
- Panjang Ruma (ok. 1570–1600)
- Barani (ok. 1600–1630)
- Zależność od Banjarmasinu 16??–1750
- Suraradża (ok. 1630–1660)
- Gadong (ok. 1660)
- Palu (ok. 1660)
- Kotok (ok. 1660–1683)
- Kurin dan Malaka (ok. 1683–1700) [córka?]
- Bodi Bodi di Pating (ok. 1700–1720) [syn]
- Lajak (ok. 1720–1750) [syn]
- Sapar ad-Din (ok. 1750–1760) [syn]
- Adipati (ok. 1760–1780) [brat]
- Kuning (ok. 1780–1790) [syn]

Sułtani Berau
- Hasan ad-Din I (sułtan Berau ok. 1790–1800) [syn Sapar ad-Dina]
- Zajn al-Abidin I (ok. 1800–1810) [wnuk Adipatiego]
- Badr ad-Din (ok. 1810–1815) [wnuk Kuninga]
- Salah ad-Din (ok. 1815–1820) [wnuk Sapar ad-Dina]
- Zajn al-Abidin II (ok. 1820–1825) [syn Badr ad-Dina]
- Amir al-Muminin (ok. 1825–1830) [syn Hasan ad-Dina I]
- Podział sułtanatu na Gunung Tabur i Sambaliung ok. 1830

## Władcy Sintangu
- Hasan (radża Sintangu na terenie Borneo Zachodniego ok. 1480–1500)
- Jebair Irawan I (ok. 1500–1530) [syn]
- Dara Juanti (ok. 1530–1540) [córka]
- Logender (ok. 1540–1570) [mąż]
- Samat (władca (abang) ok. 1570–1600) [syn]
- Jebair Irawan II (ok. 1600–1620) [syn]
- Suruh (ok. 1620–1650) [syn]
- Temilang (ok. 1650–1680) [syn]
- Penkan (władca (pangeran agung) ok. 1680–1700) [syn]
- Tunggal (ok. 1700–1720) [syn]
- Muhammad Szams ad-Din (sułtan ok. 1720–1740) [bratanek]
- Muhammad Dżalal ad-Din (ok. 1740–1760) [syn]
- Muhammad Dżamal ad-Din I (ok. 1760–1783) [syn]
- Muhammad Kamar ad-Din (ok. 1783–1851) [syn]
- Muhammad Dżamal ad-Din II (ok. 1851–1855; abdykował) [syn]
- Abd ar-Raszid Kusumanegara (władca (panembahan) 1855–1889)
- Ismail Kusumanegara (1889–1905) [syn]
- Abd al-Madżid Kusumanegara (1905–1913; usunięty) [syn]
- Adi Muhammad Dżun (regent 1913–1934) [wnuk Abd ar-Raszida]
- Abd al-Bari Danuperdana (1934–1944) [syn Abd al-Madżida]
- Szams ad-Din (regent 1944–1946; usunięty) [bratanek]
- Adi Muhammad Dżahan (tylko administrator 1946–1959/60)
- Sintang włączony do Indonezji 1959/60

## Władcy Selimbau
- Binduh (władca Selimbau na terenie Borneo Zachodniego po 1500–1510)
- Adżi (tylko wódz (tuwah) (ok. 1510–1530)
- Tedong I (władca (abang) ok. 1530–1550)
- Dżamal (ok. 1550–1570)
- Upak I (ok. 1570–1590)
- Bujang (ok. 1590–1610)
- Ambal (ok. 1610–1620)
- Tella I (ok. 1620–1630)
- Parah (ok. 1630–1640)
- Gunung (ok. 1640–1650)
- Tedong II (ok. 1650–1660)
- Mahidin (ok. 1660–1670)
- Tadżak (ok. 1670–1680)
- Upak II (ok. 1680–1690)
- Ginnah (ok. 1690–1700)
- Kladdije (ok. 1700–1720)
- Sassap (ok. 1720–1740)
- Tella II (ok. 1740–1760)
- Kunjan (władca (pangeran) ok. 1760–1780)
- Suta Muhammad Dżalal ad-Din (ok. 1780–1800)
- Dipa Ahmad Badr ad-Din (ok. 1800–1820)
- Suma Ali Dżaja Mangkunegara (ok. 1820–1840)
- Muhammad Salih I (ok. 1840–1860 władca (panembahan) od ok. 1850)
- Muhammad Abbas Surjanegara (ok. 1860–1878)
- Muda Agung Muhammad Salih II Pakunegara (1878–1916)
- Holenderskie Indie Wschodnie podbijają Selimbau 1916

## Sułtani Pasiru
- Puteri di Dalam Petung (sułtanka Pasiru pod zwierznością Banjarmasinu na terenie Borneo Południowego 1516–1567)
- Mas Pati Indra (1567–1607) [syn]
- Mas Anom Indra (1607–1644) [syn]
- Anom Singa Maulana (1644–1667) [syn]
- Sulajman I (1667–1680) [syn]
- Adam I (1680–1705) [brat]
- Muhammad Alam Szach (1703–1738) [brat]
- Sepuh I Alam Szach (1738–1768) [syn]
- Dipati Anom Alam Szach (1768–1799) [bratanek]
- Sulajman II Alam Szach (1799–1811) [wnuk Muhammada]
- Ibrahim I Alam Szach (1811–1815) [bratanek]
- Mahmud Chan Alam Szach (1815–1843)
- Adam II Alam Szach (1843–1853; abdykował) [brat]
- Protektorat holenderski 1844-po 1913
- Sepuh II Alam Szach (1853–1875) [bratanek]
- Abd ar-Rahman Alam Szach (1875–1890; usunięty)
- Muhammad Ali (1890–1896; usunięty, zmarł 1898) [syn Mahmuda Chana]
- Abd ar-Rahman (2. panowanie 1896–1898)
- Ratu Radża Besar Alam Szach (1898–1900) [syn Adama II]
- Ibrahim II Chalil ad-Din (1900–1908)
- Holenderskie Indie Wschodnie podbijają Pasir 1908
- Sukmanegara (władca (pangeran ratu) 1908–1913)
- Sukma Alam Szach (1913-?)

## Władcy Sekadau
Dynastia Dajak
- Cuat (władca Sekadau we wschodniej części Borneo Wschodniego ok. 1530–1550)
- Nang Manlang (ok. 1550–1570) [syn]
- Nang Lukis (ok. 1570–1600) [syn]
- Abang Budang (ok. 1600–1650) [zięć]
- Kjai Dipati Sumanegara (ok. 1650–1680) [syn]
- Abang Itam (ok. 1680–1720) [zięć]
- Abang Narung (ok. 1720–1750) [zięć]
- Agung (władca (pangeran) ok. 1750–1780) [syn]
- Suto (ok. 1780-?) [syn]
- Kusumanegara (?–1830) [syn]
- Anom Muhammad Kamar ad-Din (sułtan 1830–1861; abdykował, zmarł 1864) [syn]
- Mansur Kusumanegara (1861–1867) [syn]
- Muhammad Kusumanegara (władca (panembahan) 1867–1902) [brat]
- Ahmad Ratu Serinegara (1902–1910; usunięty) [syn]
- Abd Allah (1911–1919)
- Regencja 1919–1931
- Gusti Muhammad Hamid (regent 1931–1942)
- Kelip (1942–1944) [syn Muhammada Kusumanegary]
- Abang Kolin (regent 1944–1952)
- Sekadau włączone do Indonezji 1952

## Sułtani Sambasu
- Saboa Tangan (władca Sambasu na terenie Borneo Zachodniego ok. 1609–1650)
- Protektorat holenderski 1609–16??
- Ratu Sepudak (ok. 1650–1652)
- Zależność od Sukadany 1650-?

Dynastia z Brunei
- Muhammad Safi ad-Din I (sułtan ok. 1652–1670) [zięć Saboa Tangana]
- Muhammad Tadż ad-Din  (1670–1708) [syn]
- Umar Akam ad-Din I (1708–1732) [syn]
- Abu Bakr Kamal ad-Din I (1732–1762) [syn]
- Umar Akam ad-Din II (1762–1790) [syn]
- Abu Bakr Kamal ad-Din II (1790–1814) [syn]
- Muhammad Ali Safi ad-Din II (1814–1828) [brat]
- Usman Kamal ad-Din III (1828–1832) [brat]
- Umar Akam ad-Din III (1832–1846) [brat]
- Abu Bakr Tadż ad-Din II (1846–1854; abdykował, zmarł 1879) [syn Muhammada Alego Safi ad-Dina II]
- Umar Kamal ad-Din IV (regent 1854–1861; sułtan 1861–1866) [syn Umara Akam ad-Dina III]
- Protektorat holenderski 1854–1944
- Muhammad Safi ad-Din III (1866–1924) [syn Abu Bakr Tadż ad-Dina II]
- Muhammad Ali Safi ad-Din IV (1924–1926) [syn]
- Muhammad Tadżib (regent 1926–1631) [brat]
- Muhammad Ibrahim Safi ad-Din V (1931–1944) [wnuk Muhammada Safi ad-Dina III]
- Muhsin Dżajakusuma (regent 1946-?)

## Sułtani Bulunganu
- Mencang (władca (datuk) Bulunganu we wschodniej części Borneo Południowego ok. 1630–1650)
- Abang Melari (ok. 1650–1670) [syn]
- Wira Kelana (ok. 1670–1700) [bratanek]
- Wira Karanda (ok. 1700–1720) [syn]
- Wira diGadong (ok. 1720-?) [syn]
- Maulana(?) (?–1751) [syn]
- Wira Amir (ok. 1751–1777) [brat]
- Muhammad Zajn al-Abidin (ok. 1777) [syn]
- Muhammad Alim ad-Din I (sułtan ok. 1777–1817) [syn]
- Kahar ad-Din I (ok. 1817–1848; abdykował) [syn]
- Protektorat holenderski 1844-po 1930
- Muhammad Dżalal ad-Din I (1848–1866) [syn]
- Kahar ad-Din I (2. panowanie 1866–1873)
- Muhammad Chalifat al-Adil (1873–1874)
- Maulana Muhammad Kahar ad-Din II (1874–1889) [ojciec; syn Dżalal ad-Dina I]
- Alim ad-Din II (1889–1901) [syn Muhammada Chalifata al-Adila]
- Muhammad Kasim ad-Din (1901–1924) [syn]
- Maulana Ahmad Sulajman (1924–1930; regencja 19241929) [syn]
- Maulana Muhammad Dżalal ad-Din II (1930–1958) [syn Kahar ad-Dina II]
- Bulungan włączony do Indonezji 1958

## Władcy Kota Waringin
- Anta Kusuma Ratu Bagawan (władca (pangeran) Kota Waringin na terenie Borneo Południowego przed 1637–1657)
- Amas (ok. 1657-?) [syn]
- Kota Waringin (ok. 1700–1720) [syn]
- Panembahan Derut (ok. 1720–1750) [syn]
- Adipati Muda (ok. 1750–1770) [syn]
- Panghulu (ok. 1770–1785) [syn]
- Ratu Bagawan (ok. 1785–1792) [syn]
- Protektorat holenderski 1787/1824–1905
- Ratu Anom Kusuma Judha (ok. 1792–1817) [syn]
- Ratu Anom Imamuddin (1817–1855) [syn]
- Ratu Anom Ahmad Harman Szach (1855–1865) [syn]
- Ratu Anom Alam Szach I (1865–1904; regencja 1865–1867) [syn]
- Ratu Sikmanegara (1904–1913) [stryj]
- Ratu Sikma Alam Szach II (1913–1939) [wnuk]
- Kusuma Anom Alam Szach III (1939–1948; usunięty) [syn]
- Kota Waringin włączony do Indonezji 1948

## Władcy Tanah Bundu
Dynastia z Banjarmasinu
- Tuha (władca (pangeran) Tanah Bundu na terenie Borneo Wschodniego po 1660–1700)
- Mangu (ok. 1700–1740) [syn]
- Ratu Mas (ok. 1740–1780) [syn]
- Powstanie królestwa Bangkalanu ok. 1780

## Władcy Suhaidu
- Ripong (władca (abang) Suhaidu na terenie Borneo Zachodniego przed 1700–1720)
- Seman Agung (władca (pangeran) ok. 1720–1750)
- Pajang Anom (ok. 1750–1770)
- Lojan Kjai Dipati Agung (ok. 1770–1790)
- Saka Kjai Dipati Mangku (ok. 1790–1809)
- Usman Suma-di-Loga Mangkunegara (1809–1879)
- Ismail Kusuma Anom Surjanegara (1879–1916)
- Holenderskie Indie Wschodnie podbijają Suhaid 1916

## Władcy Pegatanu
- Puwana Deke (władca Pegatanu pod zwierzchnością Banjarmasinu na terenie Borneo Wschodniego ok. 1733-po 1784)
- Hasan Pangewa (po 1784-?)
- Radża Bolo (regent ?–1838)
- Arung Palewan Abd al-Rahim I (1838–1855) [syn Hasana]
- Radża Arung Abd al-Karim (1855–1871) [syn]
- Radża Arung Abd al-Dżabbar (1871–1875; regencja 1871–1875) [brat]
- Ratu Arung Daeng Mengkau (Makau) (1875–1883) [siostra]
- Szarif Taha z Batulicinu (regent 1883–1885) [zięć Abd a-Rahima II]
- Daeng Mahmud (regent 1885–1893) [syn Mengkau]
- Radża Arung Abd al-Rahim II Andi Sallo (1893–1908) [brat]
- Kerapatan (regent) (1908–1912)
- Holenderskie Indie Wschodnie podbijają Pegatan 1912

## SułtaniPontianaku
Dynastia al-Kadri
- Abd ar-Rahman Nur Alam Kahar (sułtan (paduka śri sułtan as-sajid szarif) Pontianaku na terenie Borneo Zachodniego 1771–1808) [syn Szarifa Habiba Husajna al-Kadri]
- Protektorat holenderski 1772–1949
- Kasim (1808–1819) [syn]
- Usman (1819–1855; abdykował, zmarł 1860) [brat]
- Abd al-Hamid I (1855–1872) [syn]
- Jusuf (1872–1895) [syn]
- Muhammad (1895–1944) [syn]
- Taha ibn Usman al-Kadri (1945; usunięty, zmarł 1984)
- Abd al-Hamid II (1945–1960; usunięty, zmarł 1978) [syn Muhammada]
- Pontianak włączony do Indonezji 1960
- Abu Bakr al-Kadri (2004-dziś)

## Władcy Kubu
Dynastia al-Ajdarus
- Sajid Ajdarus al-Ajdarus ibn Sajid Abd ar-Rahman (władca (tuan) Kubu na terenie Borneo Zachodniego 1772–1795)
- Sajid Muhammad (władca (jang di-pertuan besar) 1795–1829) [syn]
- Protektorat holenderski 1823–1949
- Sajid Abd ar-Rahman (1829–1841) [syn]
- Sajid Ismail (1841–1864) [syn]
- Sajid Hasan (1864–1900) [brat]
- Szarif Abbas (1900–1911; usunięty) [syn]
- Szarif Zajn al-Idrys (władca (tuan besar) 1911–1921) [syn Ismaila]
- Szarif Salih ibn Szarif Idrys al-Ajdarus (1921–1944)
- Okupacja japońska 1943–1945
- Szarif Hasan (głowa komitetu zarządzającego 1944–1946; przewodniczący rady regencyjnej 1946–1949; władca 1949–1958; usunięty) [syn Zajna al-Idrysa]
- Kubu włączone do Indonezji 1958

## Władcy Bangkalanu
- Prabu (władca (pangeran) Bangkalanu na terenie Borneo Wschodniego ok. 1780–1800)
- Nata (ok. 1800–1820) [syn]
- Seria (w Cengalu ok. 1800-?) [brat]
- Besar (ok.1820–1830) [siostra]
- Kamir (ok. 1830–1838)
- Musa (1838–1840)
- Jawi (1840) [syn Besar]
- Tukul (przed 1845) [córka]
- Pati (koregent przed 1845–1846) [mąż]
- Samarang (1846–1883) [syn]
- Arga Kusuma (1884–1905) [syn]

## Władcy Simpangu
- Kusumaningrat (władca (pangeran) Simpangu na terenie Borneo Zachodniego ok. 1800–1814) *Zależność od Sukadany ok. 1800–1845
- Surjaningrat I (władca (panembahan) 1814–1829) [syn]
- Anom Kusumaningrat Gusti Muhammad Rum (1829–1872) [syn]
- Protektorat holenderski 1845-po 1885
- Surjaningrat II Gusti Panji (1872–1910; usunięty, zmarł 1919) [syn]
- Anom Kusumaningrat Gusti Rum (1911–1940) [syn]
- Gusti Mesir (1940–1944) [syn]
- Gusti Mahmud (1944–1952) [wnuk Surjaningrata II]
- Simpang włączony do Indonezji 1952

## Władcy Bunutu
- Adi (władca (panembahan) Bunutu na terenie Borneo Zachodniego 1815–1855)
- Mangkunegara I (władca (pangeran) 1855–1858)
- Mangkunegara II (1858–1876)
- Mangkunegara III (1876–1884)
- Adi Pakunegara (1884–1909)
- Holenderskie Indie Wschodnie podbijają Bunut 1909

## Władcy Jongkongu
- Jambu Kjai Dipati Uda (władca (abang) Jongkongu na terenie Borneo Zachodniego po 1800–1830)
- Abd Allah (po 1830-?)
- Abd al-Arab Pangeran Muda Natanegara (?–1864)
- Unang Pangeran Sulajman Surjanegara (1864–1886)
- Alam (1886-?)

## Władcy Matanu
- Anom Kusumanegara (władca (panembahan) Matanu na terenie Borneo Zachodniego 1829–1833; usunięty)
- Zależność od Sukadany przed 1822–1837
- Cakra Jang Tua (tylko władca (pangeran adi mangkurat) 1833–1835; usunięty, zmarł 1835) [brat]
- Anom Kusumanegara (2. panowanie 1835–1845)
- Protektorat holenderski 1837–1946
- Mangkurat (regent 1845–1847) [zięć]
- Hadżi Muhammad Tsabaran (1847–1908) [syn Anom Kusumanegary]
- Gusti Mas Saunan (1908–1944; regencja 1908–1922) [wnuk]
- Rada regencyjna 1944–1946
- Uti Aplah (1946) [brat]
- Matan włączony do Indonezji 1946

## Sułtani Gunung Tabur
- Zajn al-Abidin (sułtan Gunung Tabur (Berau) na terenie Borneo Wschodniego 1830–1834; sułtan Berau ok. 1820–1825)
- Gazi Muhji ad-Din (Aji Kuning II) (1834–1850) [syn]
- Protektorat holenderski 1844–1906
- Amir ad-Din (Maharadża Denda I) (1850–1876) [syn]
- Hasan ad-Din II (Maharadża Denda II) (1876–1882; usunięty) [syn]
- Hadżi Aji Kuning (regent 1882–1892) [wnuk Muhji ad-Dina]
- Muhammad Siran ad-Din (Si Atas) (1892–1921) [syn Hasana ad-Dina II]
- Holenderskie Indie Wschodnie podbijają Gunung Tabur 1906
- Maulana Ahmad (regent 1921)
- Muhammad Chalifatullah Dżalal ad-Din (1921–1950) [syn]

## Sułtani Sambaliungu
- Radża Alam (sułtan Batuputihu po podziale Berau w północno-wschodniej części Borneo Wschodniego ok. 1830–1834) [syn Amira al-Muminina, sułtana Berau]
- Zmiana nazwy państwa na Tanjong 1834
- Bungkuk (ok. 1837) [syn]
- Muhammad Dżalal ad-Din (?–1849) [brat]
- Protektorat holenderski 1844–1906
- Aszik Szarif ad-Din (1849–1869) [brat]
- Zmiana nazwy państwa na Sambaliung 1849
- Muhammad Adil Dżalal ad-Din (1869–1881) [syn Dżalal ad-Dina]
- Muhammad Halifatullah Bajat ad-Din (1881–1902) [brat]
- Si Bagian (1902–1920; regencja 1902–1906) [syn]
- Holenderskie Indie Wschodnie podbijają Sambaliung 1906
- Muhammad Amin ad-Din (Datuk Ranik) (1920–1951; regent 1902–1906; usunięty, zmarł 1960) [brat]

## Władcy Kusan-Pulau Laut
- Muhammad Napis (władca (pangeran) Kusanu na terenie Borneo Wschodniego ok. 1840–1845) [syn Musy, władcy Bangkalanu]
- Abd al-Kadir (1845–1861) [brat]
- Kusan włączony do Pegatanu 1861
- Brangta Kusuma (władca w Pulau Laut 1873–1881) [syn]
- Amir Husin (1881–1900) [syn]
- Abd ar-Rahman (1900–1902) [brat]
- Aminullah (1902–1905) [syn Amira Husina]